# 6. etape af Tour de France 2009
Sjette etape af Tour de France 2009 blev kørt torsdag d. 9. juli og gik fra Girona til Barcelona i Spanien.
Ruten var 181,5 km lang. Dette var sidste flade etape før Pyrenæerne, og etapen benyttes ofte i Katalonien Rundt. Hovedudbruddet blev ledet af David Millar efter 46 km, og han blev fulgt af Stéphane Augé, som overtog bjergtrøjen, og Sylvain Chavanel, og senere også af Amets Txurruka. Millar, som havde 10. pladsen før etapen, ledede løbet meget af dagen med op til 3.45 minutter, og 29 km før mål forsøgte han et angreb. Han blev indhentet i bakkerne op til målstregen ved Montjuïc af 60 ryttere da der var 1 km igen (røde flamme). Thor Hushovd sprintede sig frem til etapesejr. Dagen bød på regnbyger og mange styrt.
- Etape: 6
- Dato: 9. juli
- Længde: 181,5 km
- Danske resultater:

080. Nicki Sørensen + 1.10
111. Chris Anker Sørensen + 1.55
125. Brian Vandborg + 1.55
- Gennemsnitshastighed: 41,6 km/t

## Point- og bjergspurter

### 1. sprint (Lloret de Mar)
Efter 64 km
| Vinder | Sylvain Chavanel | 6p |
| 2.     | Stéphane Augé    | 4p |
| 3.     | David Millar     | 2p |

### 2. sprint (Sant Pol de Mar)
Efter 85,5 km
| Vinder | David Millar     | 6p |
| 2.     | Sylvain Chavanel | 4p |
| 3.     | Stéphane Augé    | 2p |

### 3. sprint (Cardedeu)
Efter 132,5 km
| Vinder | Sylvain Chavanel | 6p |
| 2.     | Amets Txurruka   | 4p |
| 3.     | David Millar     | 2p |

### 1. bjerg (Côte de Sant Feliu de Guíxols)
4. kategori stigning efter 32 km
| Plads | Navn               | Point |
| ----- | ------------------ | ----- |
| 1.    | Aleksandr Botjarov | 3     |
| 2.    | David Zabriskie    | 2     |
| 3.    | Amets Txurruka     | 1     |

### 2. bjerg (Côte de Tossa de Mar)
4. kategori stigning efter 55 km
| Plads | Navn             | Point |
| ----- | ---------------- | ----- |
| 1.    | Stéphane Augé    | 3     |
| 2.    | Sylvain Chavanel | 2     |
| 3.    | David Millar     | 1     |

### 3. bjerg (Côte de Sant Vicenç de Montalt)
3. kategori stigning efter 98 km
| Plads | Navn             | Point |
| ----- | ---------------- | ----- |
| 1.    | Stéphane Augé    | 4     |
| 2.    | Sylvain Chavanel | 3     |
| 3.    | David Millar     | 2     |
| 4.    | Amets Txurruka   | 1     |

### 4. bjerg (Collsacreu)
3. kategori stigning efter 110 km
| Plads | Navn             | Point |
| ----- | ---------------- | ----- |
| 1.    | Stéphane Augé    | 4     |
| 2.    | Sylvain Chavanel | 3     |
| 3.    | David Millar     | 2     |
| 4.    | Amets Txurruka   | 1     |

### 5. bjerg (Côte de la Conreria)
4. kategori stigning efter 159 km
| Plads | Navn           | Point |
| ----- | -------------- | ----- |
| 1.    | David Millar   | 3     |
| 2.    | Amets Txurruka | 2     |
| 3.    | Rémi Pauriol   | 1     |

## Udgåede ryttere
- 46  Robert Gesink fra Rabobank stillede ikke til start på etapen, efter at han styrtede og brækkede håndledet på 5. etape.[1]

## Galleri
- David Millar på cyklen
- Hovedfeltet i Barcelona
- Lampre-N.G.C.s biler holder stille.

## Resultatliste
|    | Navn               | Land       | Hold             | Tid       |
| -- | ------------------ | ---------- | ---------------- | --------- |
| 1  | Thor Hushovd       | Norge      | Cervélo TestTeam | + 4:21.33 |
| 2  | Óscar Freire       | Spanien    | Rabobank         | + 0.00    |
| 3  | José Joaquín Rojas | Spanien    | Caisse d'Epargne | + 0.00    |
| 4  | Gerald Ciolek      | Tyskland   | Team Milram      | + 0.00    |
| 5  | Franco Pellizotti  | Italien    | Liquigas         | + 0.00    |
| 6  | Filippo Pozzato    | Italien    | Team Katusha     | + 0.00    |
| 7  | Alessandro Ballan  | Italien    | Lampre-N.G.C.    | + 0.00    |
| 8  | Rinaldo Nocentini  | Italien    | Ag2r-La Mondiale | + 0.00    |
| 9  | Cadel Evans        | Australien | Silence-Lotto    | + 0.00    |
| 10 | Fabian Cancellara  | Schweiz    | Team Saxo Bank   | + 0.00    |
| 11 | Andreas Klöden     | Tyskland   | Astana Pro Team  | + 0.00    |
| 12 | Nicolas Roche      | Irland     | Ag2r-La Mondiale | + 0.00    |
| 13 | Andy Schleck       | Luxembourg | Team Saxo Bank   | + 0.00    |
| 14 | Vincenzo Nibali    | Italien    | Liquigas         | + 0.00    |
| 15 | Sébastien Rosseler | Belgien    | Quick Step       | + 0.00    |